# Gouregh Israelian
Gouregh Israelian (en arménien Կիւրեղ Իսրայէլեան ; 6 janvier 1894 mort le 28 octobre 1949) est le 94e patriarche arménien de Jérusalem, à la tête du patriarcat arménien de Jérusalem de 1944 à sa mort.